# Consonne spirante labio-vélaire voisée
 (juillet 2025).
Si vous disposez d'ouvrages ou d'articles de référence ou si vous connaissez des sites web de qualité traitant du thème abordé ici, merci de compléter l'article en donnant les références utiles à sa vérifiabilité et en les liant à la section « Notes et références ».
La consonne spirante labio-vélaire voisée est un son consonantique utilisé dans certaines langues parlées. Le symbole dans l'alphabet phonétique international est [w],.

## Caractéristiques
Voici les caractéristiques de la consonne spirante labio-vélaire voisée.
- Son mode d'articulation est spirant, ce qui signifie qu’elle est produite en contractant modérément les organes phonateurs  au point d’articulation, causant à peine une turbulence.
- Son lieu d'articulation est labio-vélaire, ce qui signifie qu'elle possède deux points d'articulation, bilabial d'une part, c'est-à-dire les deux lèvres arrondies, et vélaire d'autre part, la partie postérieure de la langue opérant une constriction au niveau du voile du palais.
- Sa phonation est voisée, ce qui signifie que les cordes vocales vibrent lors de l’articulation.
- C'est une consonne orale, ce qui signifie que l'air ne s'échappe que par la bouche.
- C'est une consonne centrale, ce qui signifie qu’elle est produite en laissant l'air passer au-dessus du milieu de la langue, plutôt que par les côtés.
- Son mécanisme de courant d'air est égressif pulmonaire, ce qui signifie qu'elle est articulée en poussant l'air par les poumons et à travers le chenal vocatoire, plutôt que par la glotte ou la bouche.

## En français
Le français possède ce son, qui peut être provoqué soit par la lettre w, soit par le digramme ou lorsqu'il est situé devant une voyelle : ouate [wat].
Il est aussi employé dans certaines régions comme allophone de la consonne spirante labio-palatale [ɥ], comme dans le mot huit, qui se prononce alors [wit].

## Autres langues
Il est équivalent au w anglais et au ł polonais. On le retrouve aussi en italien, comme dans uomo.
Il existe en occitan, plus exactement en gascon où il est représenté par v entre deux voyelles, comme dans lova.
Le ў (ŭ) biélorusse, parfois assimilé au [w], est plus précisément la semi-voyelle [u̯].